# Vanasthali
Vanasthali là một thị trấn thống kê (census town) của quận Tonk thuộc bang Rajasthan, Ấn Độ.

## Nhân khẩu
Theo điều tra dân số năm 2001 của Ấn Độ, Vanasthali có dân số 6676 người. Phái nam chiếm 31% tổng số dân và phái nữ chiếm 69%. Vanasthali có tỷ lệ 82% biết đọc biết viết, cao hơn tỷ lệ trung bình toàn quốc là 59,5%: tỷ lệ cho phái nam là 77%, và tỷ lệ cho phái nữ là 84%. Tại Vanasthali, 9% dân số nhỏ hơn 6 tuổi.